# Römisches Kryptoportikus (Vicenza)
Der römische Kryptoportikus (Vicenza) ist ein Kryptoportikus des antiken Vicetia (heute Vicenza), aus dem Ende des 1. Jahrhunderts v. Chr. Im perfekt erhaltenen Kryptoportikus befindet sich der Eingang auf der heutigen Piazza Duomo und erstreckt sich unter dem Pfarrhaus, der Kathedrale und dem Palazzo Roma.
Der Kryptoportikus wurde mindestens bis zum 4. Jahrhundert verwendet, zuerst als Abkühlungsraum, dann als Speisekammer.
Es ist das am besten erhaltene Beispiel eines römischen Kryptoportikus einer Privatwohnung nördlich des Po.

## Beschreibung

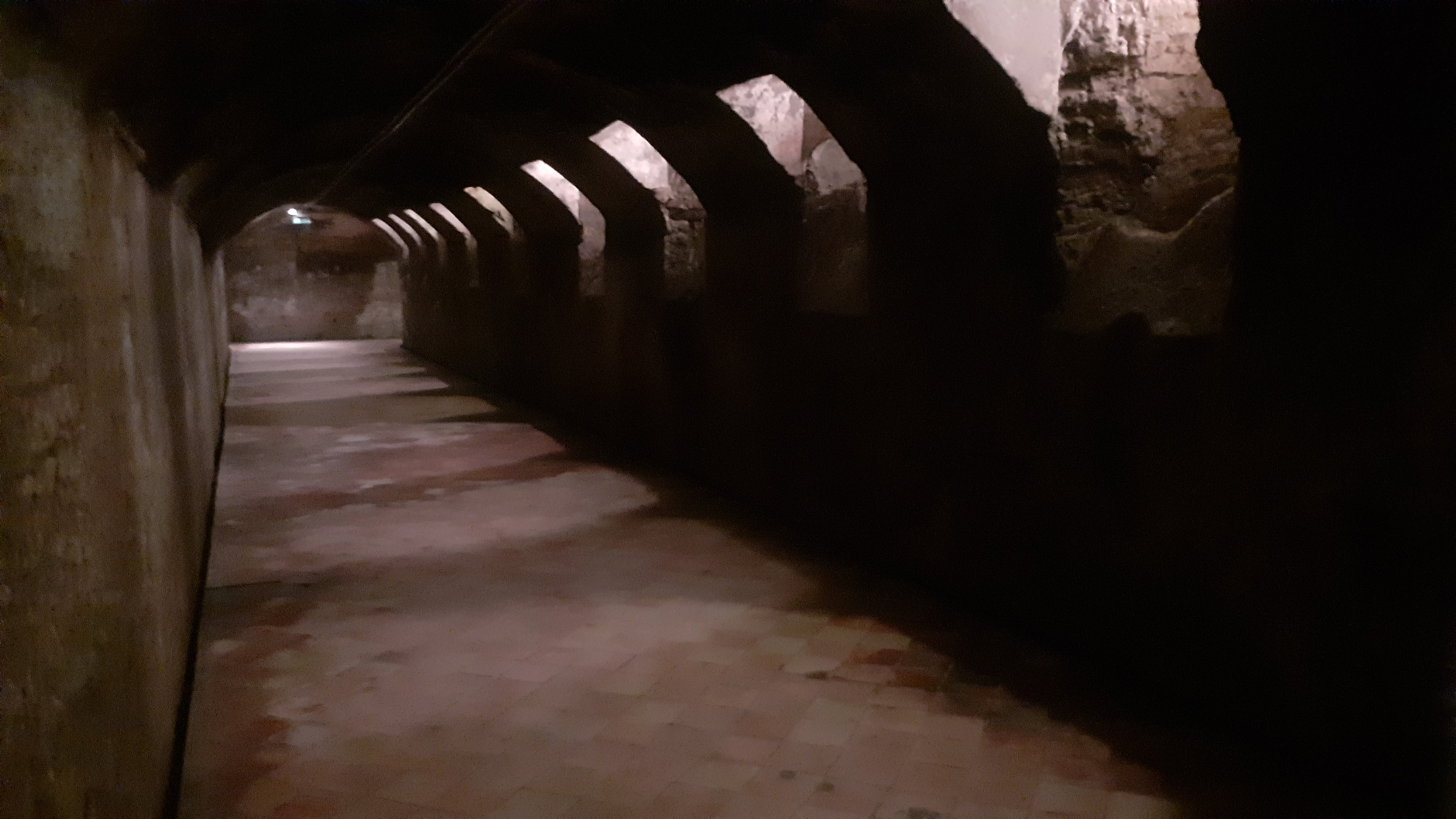
Ansicht eines der Arme des Kryptoportikus

Der Kryptoportikus gehörte zu einem römischen Domus, nicht erhalten (aber angesichts der Größe des Kryptoportikus, war das Domus luxuriös), im südwestlichen Sektor der römischen Stadt. Es besteht aus drei U-förmigen Gänge. Die Bodenfläche liegt sechs Meter und 31 tiefer als die aktuelle Ebene des Platzes. Der nach Westen ausgerichtete und längere zentrale Gang ist 29,5 Meter lang und 3,28 Meter breit, während die seitlichen Gänge jeweils 27,35 Meter lang und 2,98 Meter breit sind. Die Laufgänge sind einschiffig und mit einem Tonnengewölbe aus opus caementicium bedeckt. Die Höhe des Kryptoportikus beträgt etwa 2,75 Meter und die Dicke der Decke und der Wände etwa ein Meter.
Der Kryptoportikus wurde durch 31 kleine Luftspielfenster im oberen Teil der inneren Seiten beleuchtet, wahrscheinlich in Höhe des Gartens des darüber liegenden Peristyls. Der Zugang erfolgte über eine schmale Treppe, die teilweise der heute noch verwendeten Treppe entspricht und im nördlichen Teil des Gebäudes liegt. Die letzten vier Steinstufen sind original, bei den anderen wurde die Ziegelstruktur durch Nutzung der Neigung des Fresko-Bodens an der Wand links vom Aufgang rekonstruiert.

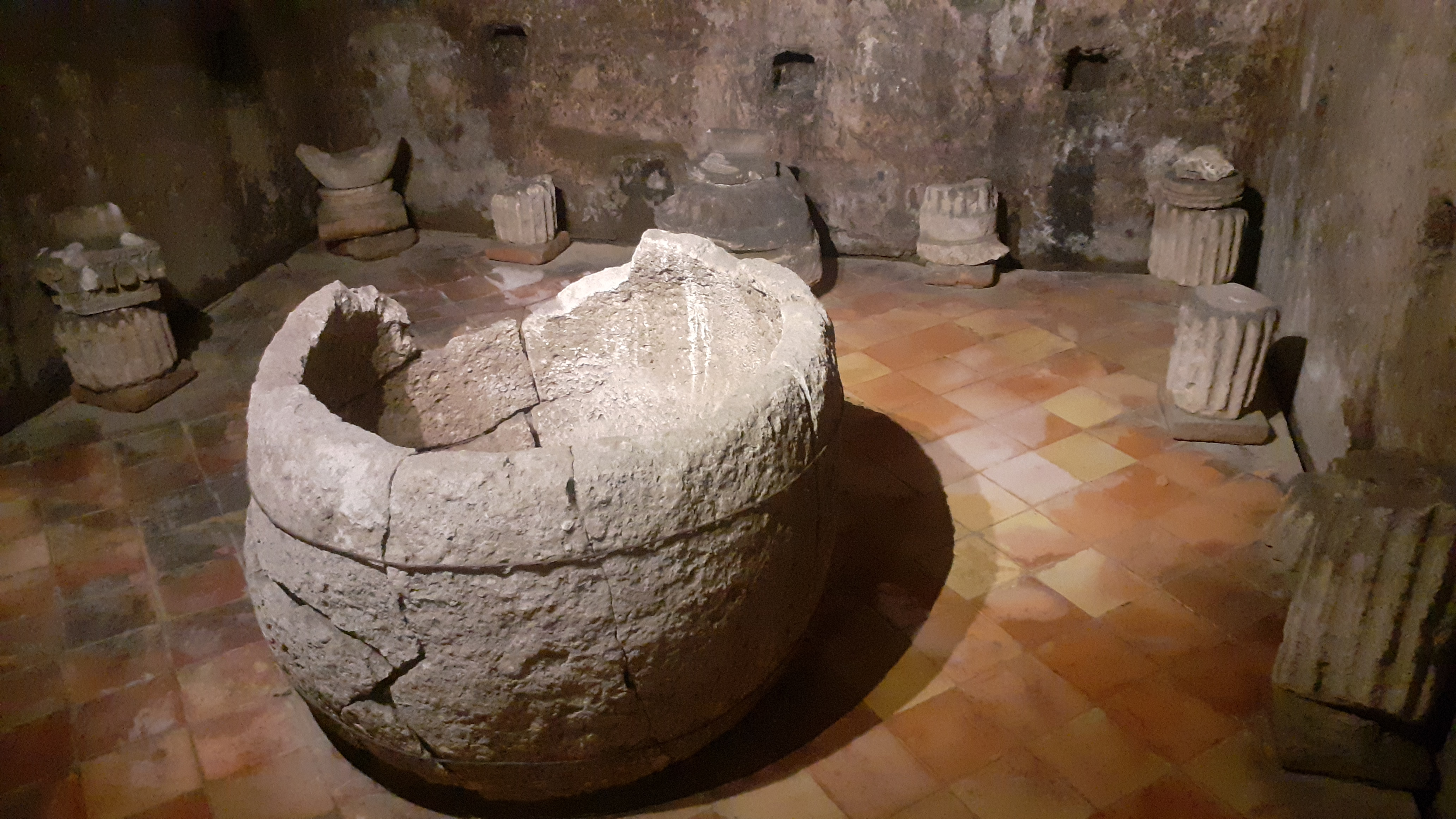
Der Raum als Lager

An den beiden Enden des mittleren Auslegers befinden sich symmetrisch zwei Räume, die unterschiedliche Funktionen hatten. Der nördliche, normalerweise als A-Raum bezeichnete Raum sollte zur Lagerung von Materialien verwendet werden; in den drei Wänden gibt es eine doppelte Reihe von Einbaulöchern für die Positionierung von Balken, die Holzböden tragen sollten, die um den Raum herum liefen. Der Zugang zu diesem Raum wird durch eine etwa einen halben Meter hohe Steinschwelle begrenzt, die wahrscheinlich zum Schutz vor Überschwemmungen dient. In der gleichen Schwelle und im oberen Balken sind die Anschlagschrägen für die Schließtür, die somit den Raum abdichten konnte. All diese Maßnahmen deuten darauf hin, dass dieser Raum dazu bestimmt war, Materialien oder Gegenstände unterzubringen, die man unbedingt vor dem Wasser schützen wollte. In Anbetracht der Größe der Löcher an den Wänden mussten die darin  versenkten Balken sehr robust sein und daher ziemlich hohe Gewichte tragen, aber aus nicht sehr sperrigen Materialien erzeugt werden, Der Abstand zwischen den beiden Lochreihen beträgt etwa einen halben Meter. In diesem Raum sind Fragmente von Säulen und ein Steinbecken für das Wasser untergebracht, das auf die späte Antike, nach dem Ende des römischen Reiches datiert werden kann.

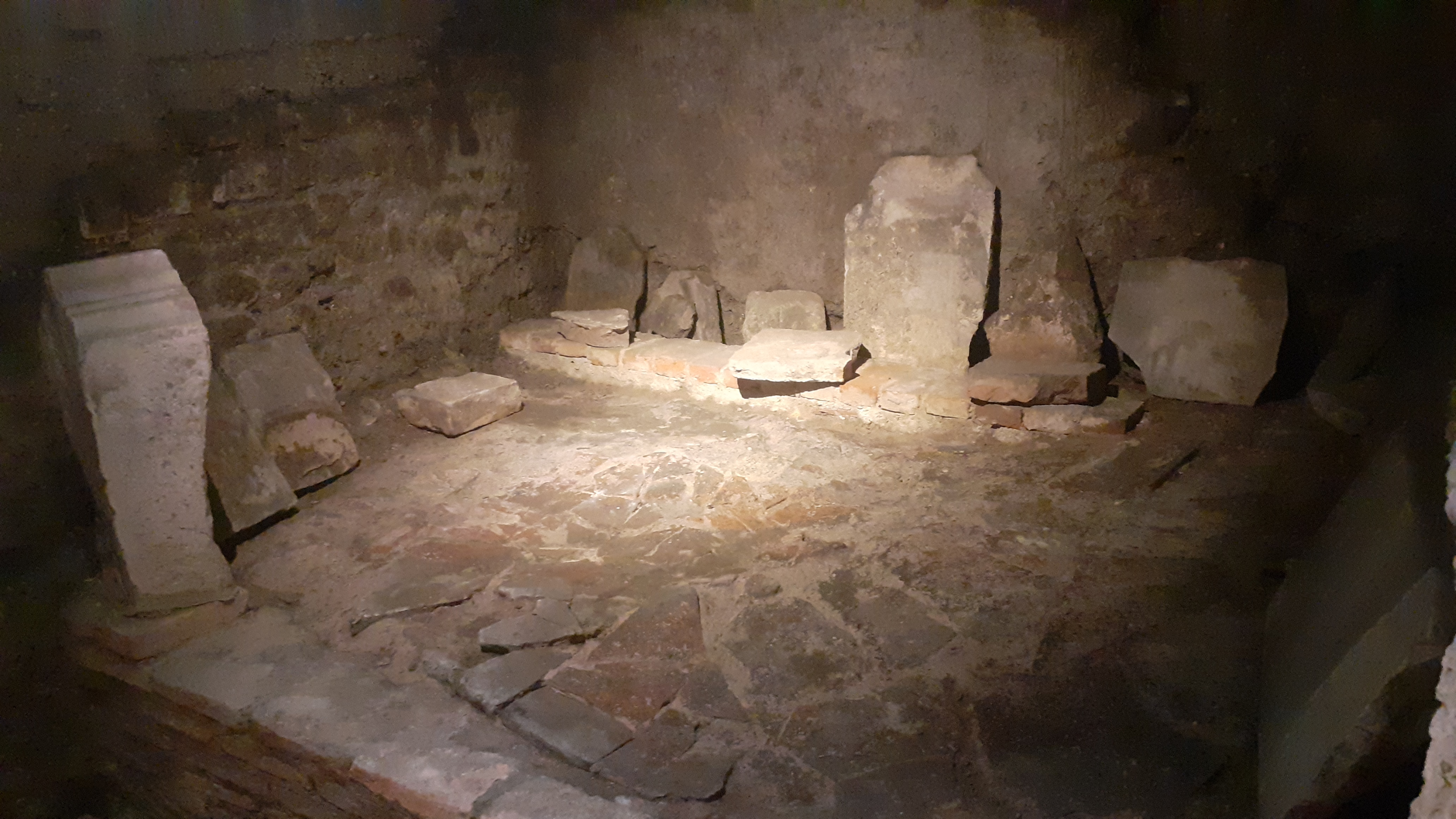
Der südliche Raum

Der südliche Raum B ist durch eine niedrige Schwelle zugänglich, die nur dazu bestimmt ist, den Raum von eventuellem Regen zu isolieren, der den Flurboden befeuchten könnte. In diesem Raum gibt es keine Löcher an den Wänden, die auf das Vorhandensein von Regalen hinweisen. Von hier aus gelangt man in einen zweiten, nur teilweise untersuchten Raum C, der sich zu einer 1,8 Meter breiten Rampe hin öffnet. In diesen beiden Räumen wurden zwei Risse aus den beim Aushub gefundenen Bodenbelägen entstanden.
Der ursprüngliche Bodenbelag bestand aus einem Mosaik von Exagonen aus Ziegelsteinen, die mit rhomboiden Komponenten abwechselten. Die Dicke, das unregelmäßige Finish und die Unterschiede zwischen den einzelnen Teilen deuten darauf hin, dass die Sechskantteile vor dem Backen von Hand aus der Ziegelform geformt wurden. In einer kleinen Gravur wurde in der Mitte jedes Sechsecks eine weiße Stein-Kachel gesetzt. Der ursprüngliche Boden wurde dann mit einem weißen Mosaik bedeckt, das von schwarzen Fliesen durchsetzt war. Dieser zweite Boden wurde über den vorherigen verlegt, wobei die Höhe der Trittfläche erhöht wurde (der erste Entwurf befand sich −2,75 Meter vom Untergrund des Lalbungs, der zweite −2,70 Meter). In einem der Räume befindet sich ein Teil eines dritten Pflasters in erhöhter Lage, auf einer Höhe von −2,30 Meter vom Untergrund und bestehend aus größeren sesquipedalen Steinen, das heißt mit einer Länge von eineinhalb Fuß, das heißt etwa einen halben Meter an der Seite. Nicht geklärt ist die Verwendung dieser Struktur, die als Werkstatt- oder Laborarbeit angenommen wurde.

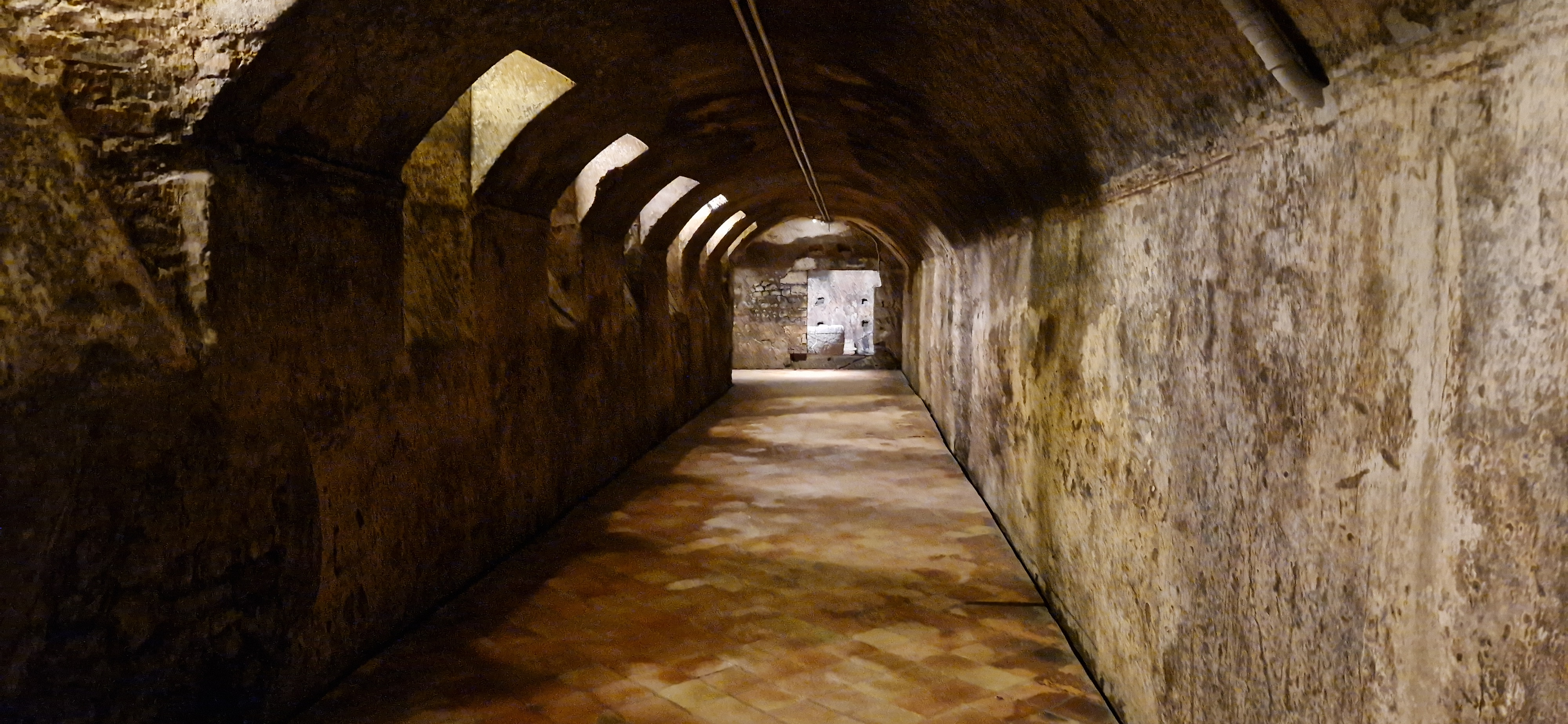
Einer der Arme des Kryptophoretischen

Der heutige Bodenbelag ist modern und liegt 0,15 Meter über dem alten Bodenbelag. Die Erhöhung ist auf die Notwendigkeit zurückzuführen, seitlich eine Ableitung für das Eindringen von Regenwasser zu planen, da sich der Boden etwa sechs Meter unterhalb des aktuellen Straßenplans befindet und auch unter dem Grundwasserspiegel der Stadt liegt, Probleme mit der Ausleitung bei heftigen Stürmen. Die Fliesen wurden so gewählt, dass sie dem ursprünglichen Bodenbelag entsprechen.
Die Wände sind mit einem hellen Marmorino überlagert, der auf einer gröberen Schicht Putz aufliegt. Im oberen Teil, an der Grenze des Untergrundes des Gewölbes, ist der Putz von einem etwa drei Finger breiten Band in pompejanischem Rot begrenzt, auf dem ein Stuckkorsett mit einer umgekehrten Treppe und drei überhängenden Stufen liegt. Das Ganze zeigt deutlich, dass es sich um eine sehr gepflegte Umgebung handelte und daher von der Familie für häusliche Aktivitäten genutzt werden musste. Die Verwendung des Kryptoportikus war daher zumindest für einen Teil seines Lebens nicht auf den Gebrauch als Abstellraum beschränkt.

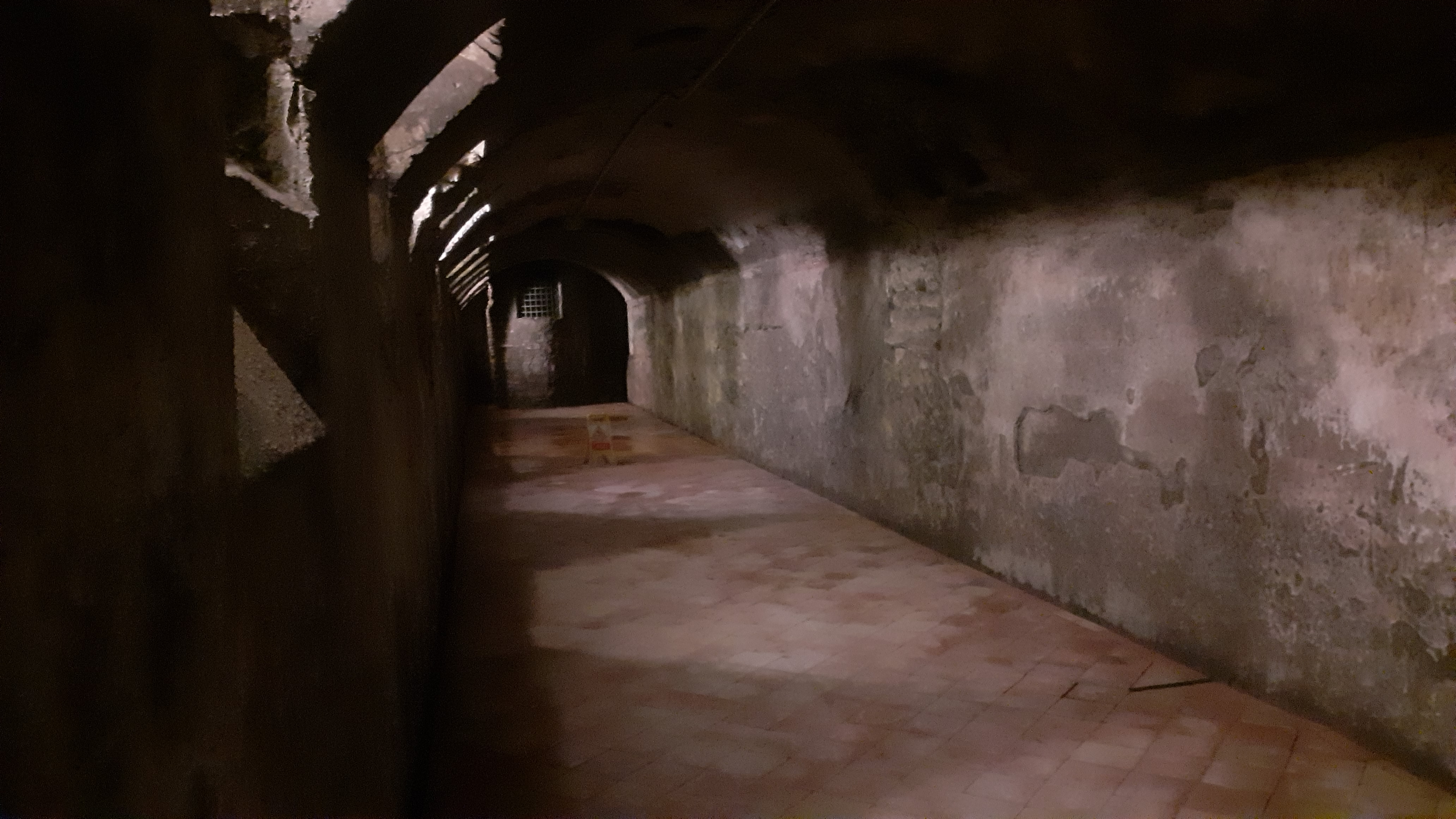
Südarm, im Hintergrund ist der Schacht des Brunnens aus dem Mittelalter zu erkennen.

In den häufigsten Beispielen römischer Kryptophorese, die im Süden Italiens vorkommen, wo das Klima deutlich wärmer ist, boten diese Räume im Sommer Erfrischung als Umgebungen mit angenehmerer Temperatur. Im Fall von Vicenza war das Problem der Sommerhitze weniger dringend, aber dafür konnte dieser Raum auch im Winter Schutz bieten, wenn die Temperatur im Inneren milder war als in den nicht beheizten Räumen des Domus im oberen Stock.
Am Ende des südlichen Arms befindet sich der Schacht eines Ziegelsteinbrunnens, der sicherlich nicht Teil der ursprünglichen römischen Struktur und wahrscheinlich mittelalterlichen Ursprungs ist und in den Hof des oben genannten Palazzo Roma mündet. Der Brunnen wurde wahrscheinlich gebaut, um das Wasser aus der darunterliegenden Umgebung zu gewinnen. Im Zuge der Restaurierungsarbeiten nach der Entdeckung 1954 wurde eine Öffnung in die Brunnenwand gebohrt und mit einem Schutzgitter versehen. Dadurch wird ein Luftstrom erzeugt, der dann zum Eingangstor geleitet wird und so die Belüftung des unterirdischen Raumes fördert und Schimmelbildung vermeidet.

## Entdeckung
Der Kryptoportikus wurde im Frühsommer 1954 bei den Bauarbeiten für die Pfarrkirche der Kathedrale von Vicenza entlang der südlichen Seite des Domplatzes gefunden.
Um die Keller der Pfarrkirche zu bauen, mussten sie bis auf eine Tiefe von 3,20 m ausgegraben werden. Als sie jedoch auf einer Höhe von drei m ankamen, stießen die Arbeiter auf eine kompakte Struktur, die viel härter war als die umgebende Erde und Kies, wahrscheinlich ein Bruchstück des Bodens. Beim Umrahmen der Struktur wurde bemerkt, dass sie leer war. Mit Hilfe einer Fackel erschien, was wie eine Rinne aussah, flach und nicht sehr lang. Die Reinigungs- und Konsolidierungsarbeiten, die sofort geplant waren, zeigten, dass es sich um eine viel komplexere Struktur handelte.
Die Experten der archäologischen Aufsicht, sofort gefragt, vermuteten, dass es sich um ein Kryptoportikus aus römischer Zeit handeln könnte. Deshalb wurden die Reinigungs-, Renovierungs-, Beleuchtungs- und Sicherheitsarbeiten über drei Jahre durchgeführt. Nach der Verlegung des Fliesenbodens wurde das Kryptoportikus 1957 endlich für die Öffentlichkeit zugänglich gemacht.

## Funde
Die hier während der Ausgrabung von 1954 gefundenen Funde sind im Archäologischen Naturmuseum von Santa Corona aufbewahrt. Es wurden insbesondere Antefixe aus Terrakotta, Gläser, Öllampen, ein elliptischer Ziegel mit T.-Delli-Sereni-Stempel, eine Bronze-Wandleuchte mit einer Meeresgottheit, Marmor-Elemente einschließlich eines Tisches gefunden. Im Garten des nahe gelegenen Palazzo Vescovile wurde ein ionisches Kapitell gefunden, das wahrscheinlich mit dem Peristil über dem Kryptoportikus zusammenhängt.